# Vuktyl rajon
Il Vuktyl rajon (in russo Вуктыл район?; in lingua komi: Вуктыл) è un rajon (distretto) della Repubblica dei Komi, nella Russia settentrionale. Il capoluogo è la città di Vuktyl.